# Wilson Floriani
Wilson César Floriani (Lages, 30 de março de 1926 – Florianópolis, 20 de dezembro de 2013) foi um político brasileiro.
Filho de Luiz Floriani e de Clara L. Ramos. Casou com Léa Sprotte e tiveram filhos. Formado em direito.
Foi candidato a deputado estadual para a Assembleia Legislativa de Santa Catarina pela Aliança Renovadora Nacional (ARENA), recebeu 11.720 votos, ficou suplente, foi convocado e assumiu à 9ª legislatura (1979 — 1983).
Está sepultado no Cemitério Jardim da Paz de Florianópolis.